# Bipunctiphorus euctimena
Bipunctiphorus euctimena là một loài bướm đêm thuộc họ Pterophoridae. Nó được tìm thấy ở Úc, ở đó nó được tìm thấy ở Brisbane, Kuranda và Toowoomba.